# Carry Nation
Carry Amelia Nation (ur. 25 listopada 1846, zm. 2 czerwca 1911) – amerykańska aktywistka, była członkiem ruchu na rzecz abstynencji (Związek Kobiet za Chrześcijańską Wstrzemięźliwością) działającego przed czasem wielkiej Prohibicji w Stanach Zjednoczonych. Została bohaterką wielu książek, artykułów, a nawet opery.

## Życiorys

### Dzieciństwo
Urodziła się  jako Carry Moore w Kentucky w bogatej rodzinie, która często zmieniała swoje miejsce zamieszkania. Po wojnie secesyjnej rodzina Moore znacznie zubożała, a chorą psychicznie matkę Carrie oddano do zakładu psychiatrycznego. Carry, jako najstarsza z rodzeństwa, musiała zaopiekować się przyrodnim rodzeństwem. Ponieważ miała dużo obowiązków i często chorowała, rzadko miała okazje na zabawę z rówieśnikami. W wieku 13 lat, Carry została oddana do szkoły z internatem w miejscowości Independence (Missouri).

### Małżeństwa
Po skończeniu szkoły, w 1867 roku poślubiła Charlesa Gloyda, nauczyciela fizyki. Rok później na świecie pojawiła się Charliene. Doktor Gloyd, alkoholik, zmarł pół roku później. Kolejnym mężem Carry został biznesmen David Nation. Rodzina często przenosiła się od jednego stanu do drugiego, aby w końcu osiąść w Medicine Lodge w Kansas, gdzie David Nation został pastorem niewielkiego kościoła. W 1897 Carry wstąpiła w szeregi Związku Kobiet za Chrześcijańską Wstrzemięźliwością.

### Walka
Po dwóch latach należenia do Związku Kobiet, Carry Nation zdecydowała się na dość kontrowersyjny sposób walki z alkoholizmem. Organizowała grupy kobiet, które śpiewały i modliły się głośno przed wejściami do knajp, gdzie sprzedawano alkohol. Pierwsza taka akcja miała miejsce w 1899. Wkrótce Carry zdecydowała się na jeszcze bardziej radykalny sposób. Za pomocą kamieni, cegieł, a nawet kul bilardowych demolowała bary alkoholowe. Jako pierwszy został w ten sposób zniszczony salon w Kiowa w Kansas. Po pewnym czasie główną bronią Carry został toporek i to właśnie z nim oraz z egzemplarzem Biblii w drugiej ręce, najczęściej przedstawiano Carry na karykaturach. Mimo że Carry Nation została zamknięta do więzienia na dwa tygodnie, jej wizerunek zaczął pojawiać się w czasopismach, a przez to o jej działalności była coraz głośniej. Jak Carry napisała później: „Czułam się niepokonana. Moja siła to była siła olbrzyma. Bóg czuwał nade mną. Roztrzaskałam 5 salonów za pomocą kamieni, zanim zaczęłam używać toporka”. W 1901 Carry została jednak zmuszona do zaprzestania niszczenia lokali. Była już wtedy znana i wykorzystała ten fakt jeżdżąc po Stanach z wykładami. W ten sposób miała szanse zarobić na olbrzymie odszkodowania dla właścicieli lokali, zasądzone przez sąd. W 1901 mąż Carry złożył pozew o rozwód.

### Działalność społeczna i schyłek życia
Kansas City zawdzięcza jej pierwszy przytułek dla kobiet i dzieci z rodzin zagrożonych alkoholizmem. Nadal organizowała manifestacje. Ostatnia miała miejsce w 1910. Napisała autobiografię The Use and Need of Carry Nation, wydaną w 1904. Wystąpiła też w sztuce Hatchetation, gdzie zagrała samą siebie. Do końca życia opiekowała się swoją chorą psychicznie córką. Zmarła 2 czerwca 1911.